# Ньюфаундлендские референдумы 1948 года
Ньюфаундлендские референдумы 1948 года — серия из двух референдумов, которые должны были определить политическое будущее бывшего британского доминиона Ньюфаундленда, на тот момент являвшегося британской колонией. Перед референдумами Ньюфаундленд, особенно после Второй мировой войны и Великой депрессии, пребывал в глубоком долговом кризисе, и до референдумов было проведено несколько конвентов, которые должны были определить, присоединится ли страна к Канаде, останется ли под британским правлением или станет полностью независимой.
Голосования в ходе референдумов состоялись 3 июня и 22 июля 1948 года. Окончательным результатом стало вхождение Ньюфаундленда в состав Канадской Конфедерации. Присоединение официально состоялось 31 марта следующего года, после чего Ньюфаундленд стал десятой и самой «молодой» на тот момент провинцией Канады.

## Результаты
Ньюфаундленд рекомендовал британскому правительству провести референдум о будущем Ньюфаундленда. Лондон согласился с тем, что референдум — хорошая идея, и оставил на усмотрение Конвенции решение о том, что должно быть в бюллетенях. Первоначально Конвенция постановила, что в бюллетень должны быть включены только два варианта: восстановление автономии или продолжение работы Правительственной комиссии, назначенной Лондоном для управления провинцией.
Дебаты закончились в 5:30 утра 28 января 1948 года, предложение было отклонено 29 голосами против при 16 за. В марте британское правительство вмешалось и отменило Конвенцию, решив, включить в бюллетень вопрос о вхождении Ньюфаундленд в состав Канадской конфедерации. Они сделали это после того, как пришли к выводу: «Было бы неправильно лишать жителей Ньюфаундленда возможности рассмотреть вопрос на референдуме».
В преддверии референдумов активную агитацию вели три основные фракции. Одной из фракций, возглавляемой Джоуи Смоллвудом, была Конфедеративная ассоциация (англ. Confederate Association, CA), выступавшая за вступление в Конфедерацию. Они вели кампанию через газету, известную как The Confederate. Лига ответственного правительства (англ. Responsible Government League, RGL), возглавляемая Питером Кэшином, выступала за независимость Ньюфаундленда с возвращением к ответственному правительству. У них также была своя газета The Independent. Третьей силой была Партия экономического союза (англ. Economic Union Party, EUP), возглавляемая Чесли Кросби, которая выступала против Конфедерации и за экономический союз с Соединёнными Штатами, но не верила что Кэшин сможет победить Смоллвуда.

### Первый референдум
Первый референдум состоялся 3 июня 1948 года. Голоса распределились следующим образом:
| Вопрос                      | Голоса  | %      |
| --------------------------- | ------- | ------ |
| Ответственное правительство | 69 400  | 44,5%  |
| Конфедерация с Канадой      | 64 066  | 41,1 % |
| Правительственная комиссия  | 22 331  | 14,3 % |
| Всего голосов               | 155 797 | 88 %   |

### Второй референдум
Поскольку ни один из вариантов не набрал более 50 %, на 22 июля 1948 года был назначен второй референдум только с двумя наиболее популярными вариантами. Обе стороны признали, что против ответственного правительства проголосовало больше людей, чем за него, что воодушевило СА и обескуражило его противников, хотя RGL и EUP теперь стали союзниками. Конфедераты широко разрекламировали решительную оппозицию католического архиепископа Эдварда Патрика Роша конфедерации и убедили местных оранжистов посоветовать протестантам противостоять католическому влиянию. СА также осудила антиконфедератов как антибританскую и про-республиканскую силу и назвала конфедерацию с Канадой «Британским союзом». Антиконфедераты ответили, что «Конфедерация означает союз Великобритании с Французской Канадой».
Результаты второго референдума:
| Вопрос                      | Голоса  | %      |
| --------------------------- | ------- | ------ |
| Ответственное правительство | 71 334  | 47,7 % |
| Конфедерация с Канадой      | 78 323  | 52,3 % |
| Всего голосов               | 149 657 | 85 %   |

Полуостров Авалон, где расположена столица провинции Сент-Джонс, поддержал ответственное правительство на обоих референдумах, в то время как остальная часть Ньюфаундленда предпочла конфедерацию. Большинство округов с преимущественно католическими избирателями поддержали ответственное правительство.